# Station Krzemienica
Station Krzemienica is een spoorwegstation in de Poolse plaats Krzemienica.